# 월지
월지(月支, 영어: Yuezhi)는 기원전 1천년경 중국 간쑤성 서부의 메마른 초원지대에 살았던 유목민들로 중국 역사에 처음 기술된 고대 민족이다. 월지(月氏), 우지(禺氏yúzhī), 우지(禺知), 원지(苑支)라고도 표기한다. 기원전 176년 흉노에게 큰 패배를 당한 후, 월지족은 다른 방향으로 이주한 두 집단, 즉 대월지(大月氏)와 소월지(小月氏)로 나뉘었다. 이는 사방으로 방사되는 복잡한 도미노 효과를 유발했고, 그 과정에서 앞으로 몇 세기 동안 아시아의 많은 부분의 역사적 과정을 세웠다. 월지족은 처음에 일리 계곡(중국과 카자흐스탄의 현대 국경에 위치한)으로 북서쪽으로 이주했는데, 그곳에서 그들은 사카족을 쫓아냈다고 전해진다. 그들은 오손에 의해 일리 계곡에서 쫓겨났고 남쪽으로 소그디아로 이주했고 나중에 박트리아에 정착했다. 결과적으로 월지족은 토카라인(그리스어: Τοχάριοι, 산스크리트어: तुखार) 그리고 아시이인(아시오이)와 같은 고전적인 유럽 자료에서 언급되는 사람들과 자주 동일시되었다. 기원전 1세기 동안 박트리아의 다섯 개의 주요 월지 부족 중 하나인 쿠샨족이 다른 부족과 이웃 민족들을 정복하기 시작했다. 서기 3세기에 절정에 달했던 쿠샨 제국은 북쪽의 타림 분지의 투르판에서 남쪽의 인도-갠지스 평원의 파탈리푸트라까지 뻗어 있었다. 쿠샨족은 실크로드의 무역 발전과 중국에 불교를 전래하는 데 중요한 역할을 했다.
소월지족은 티베트 고원의 가장자리인 남쪽으로 이주했다. 그 중 몇몇은 칭하이성의 창족에 정착했고, 후한에 대항한 양주의 난 (184년–221년)에 가담했다고 전해진다. 월지족의 또 다른 무리는 타림 동쪽에 쿠무다(현재 구물과 하미로 알려짐)라는 도시를 세웠다고 전해진다. 월지족의 네 번째 무리는 4세기에 후조를 세운 갈족의 일부가 되었을 수도 있다(다만 이것은 논란의 여지가 있다).
많은 학자들은 월지가 인도유럽민족이라고 믿고 있다. 일부 학자들은 월지를 타림 분지에서 멸종된 문화의 유물, 예를 들어 타림 미라 및 토하라어를 기록한 문헌과 연관지었지만, 그러한 연결에 대한 증거는 순전히 우연이다.

## 어원
이스탄불 메데니예트 대학교(Istanbul Medeniyet University) 조교수 하칸 아이데미르(Hakan Aydemir)는 이들의 민족명을 '아르키(Arki)' 내지는 '야르키(Yarki)'라고 복원했다. 이는 중국 문헌의 월지(月氏)의 고대중국어 발음 'ŋwat-tēɦ' 내지는 '[ŋ]ʷat-tēɦ', 그리고 월지(月支)의 후한(後漢) 대의 발음 'ŋyat-tśe', 기타 여러 외국 문헌과 토하라어 A방언(Tocharian A) 민족명 'Ārśi'로부타 복원한 것이다. 아이데미르믄 'Arki' 내지는 'Yarki'는 어원적으로 인도유럽어족(Indo-European languages)이라고 보았다.

## 역사
기원 전 3세기 중반 경 동남으로는 섬서성부터 서북으로는 알타이 산맥에 이르기까지 광활한 영역에 거주하며 동서무역을 독점하여 흉노를 압박하고 인도에도 진출할 정도로 강세를 유지했다. 대월지는 불교를 받아들이고 불교가 매우 유행을 하면서 북쪽 실크로드(북비단길)을 통하여 불교라는 종교가 없었던 동아시아에 불교를 전파하는데 큰 영향을 끼쳤다.
당시 동아시아 국가들에 불교가 전파된 것은 해상으로 인한 전파가 아니고 월지에 의한 실크로드 경유로 전파된 것으로 학계에선 보고 있다.
중국 사기의 글에는 묵돌 선우(재위: 기원전 209년 ~ 기원전 174년) 말기에 월지는 흉노에 패배하여 하서주랑 지역으로 이동하였으며(제 1차 이동), 노상 선우(재위: 기원전 174년 ~ 기원전 161년) 대에 월지왕이 살해당할 정도로 대패하여 천산북로 방면으로 이동하면서(제 2차 이동), 월지의 영토들도 흉노의 영향권으로 들어갔다. 한 무제 시기 한제국이 이 지역을 정복하여 무위, 장액, 주천, 돈황의 하서사군을 설치하고 서역으로 향하는 길을 열게 된다.
소월지(小月氏, Lesser Yuezhi)라 불린 일부는 하서주랑 지역과 동부 타림 분지 지역에 남았지만 월지의 주류와 대부분은 서진을 계속하여 일리강 유역에 정착했다. 이후 소월지 또한 서진을 계속하여 아무다르야강까지 이동하였다. 월지의 1차 하서이동 때 멸망당했던 오손의 왕자 엽교미는 흉노의 보호하에 성장하여 장수가 되었고 흉노의 힘을 빌려 월지 대신 일리강 유역을 차지하고 오손을 부활시켰다. 엽교미에게 쫓긴 월지는 더욱 서쪽의 시르다리야 강과 아무다리야 강 사이인 소그디아나로 이동하였고(제 3차 이동) 이 지역은 대월지(大月氏)로 불리게 된다. 대월지는 곧 박트리아를 멸망시키고 이곳을 중심으로 무역을 하며 살아갔다. 기원전 126년 전한의 장건이 반흉노 동맹을 제안하러 가지만 대월지는 단호하게 동맹을 거절하였으며, 서기 1세기 경 대월지는 인도 아대륙으로 진출하여 쿠샨 제국을 건국하였다.

## 민족
대부분의 학자들은 월지족이 인도유럽인에 속한다는 것은 확실하지만, 월지족이 인도유럽인 중에서 어떤 분파에 속하는 지에 대한 여러 가설들 중에서 아직 완전한 정설로 굳혀진 것은 없다. 중앙아시아 학자인 르네 그루쎄는 당시 중국 문헌과 서방 측의 자료를 종합해보면 월지는 토하라인과 함께 인도-스키타이의 일종이라는 가설을 제시하였는데, 당시 그리스의 사가 프톨레마이오스는 월지의 영역을 토가라(Thogara)로 기록해 두었으며, 또한 그리스의 지리학자 스트라본은 박트리아를 침략한 민족을 토카라인(Tokharoi)라고 부르고 있었다는 것을 근거로 제시하였다. 그러나 스트라본 당시에 스키타이는 인도유럽인의 일종인 이란족 계열의 스키타이인 뿐 말고도 다른 인도유럽인 계열의 유목민들을 가리킬 때에도 많이 사용되는 단어였으며, 이로 인해 이 스키타이가 스키타이족과 같은 개념이라고 일반화할 수는 없기 때문에 반론도 존재한다. 대부분의 역사가들은 타림의 토하라인을 박트리아의 토카라인과 동일시하는 것을 거부해 왔는데, 그 이유는 주로 이들이 상당히 다른 동부 이란 언어인 박트리아어 이외의 다른 언어를 사용하지 않는 것으로 알려져 있기 때문이다. 다른 역사가들은 월지가 박트리아로 이주하기 이전에는 토하라어를 사용하다 박트리아로 이주한 이후부터 일종의 언어 이동이 일어나 현지의 교양 언어인 박트리아어를 사용하게 되었다는 가설을 내세우고 있으나, 토하라어에는 박트리아어에서 일부 차용어가 포함되어 있는 반면 박트리아어에는 토하라어의 흔적이 없다. 또한 말로리 같은 학자들은 월지가 오손과 함께 인도이란인에 속한다고 가설을 제시하기도 하였다.

## 중국《사기》 〈대완열전〉에서의 기록
본래 월지국은 둔황과 기련산 사이에 있었으나 흉노가 강성해지면서 노상 선우에게 패해 멀리 서쪽으로 이동해간다. 서쪽에 정착한 대월지의 남쪽에는 대하, 서쪽에는 안식(파르티아), 북쪽에는 강거가 있었으며 동쪽 3천리 떨어진 곳엔 대완이 있었다.

## 같이 보기
- 묵돌 선우(모돈 선우)
- 토하라인